# Atriplex halimus
Atriplex halimus är en amarantväxtart som beskrevs av Carl von Linné. Atriplex halimus ingår i släktet fetmållor, och familjen amarantväxter.
Blomman är grågul.

## Underarter
Arten delas in i följande underarter:
- A. h. granulata
- A. h. granulata
- A. h. hastulata

## Bildgalleri

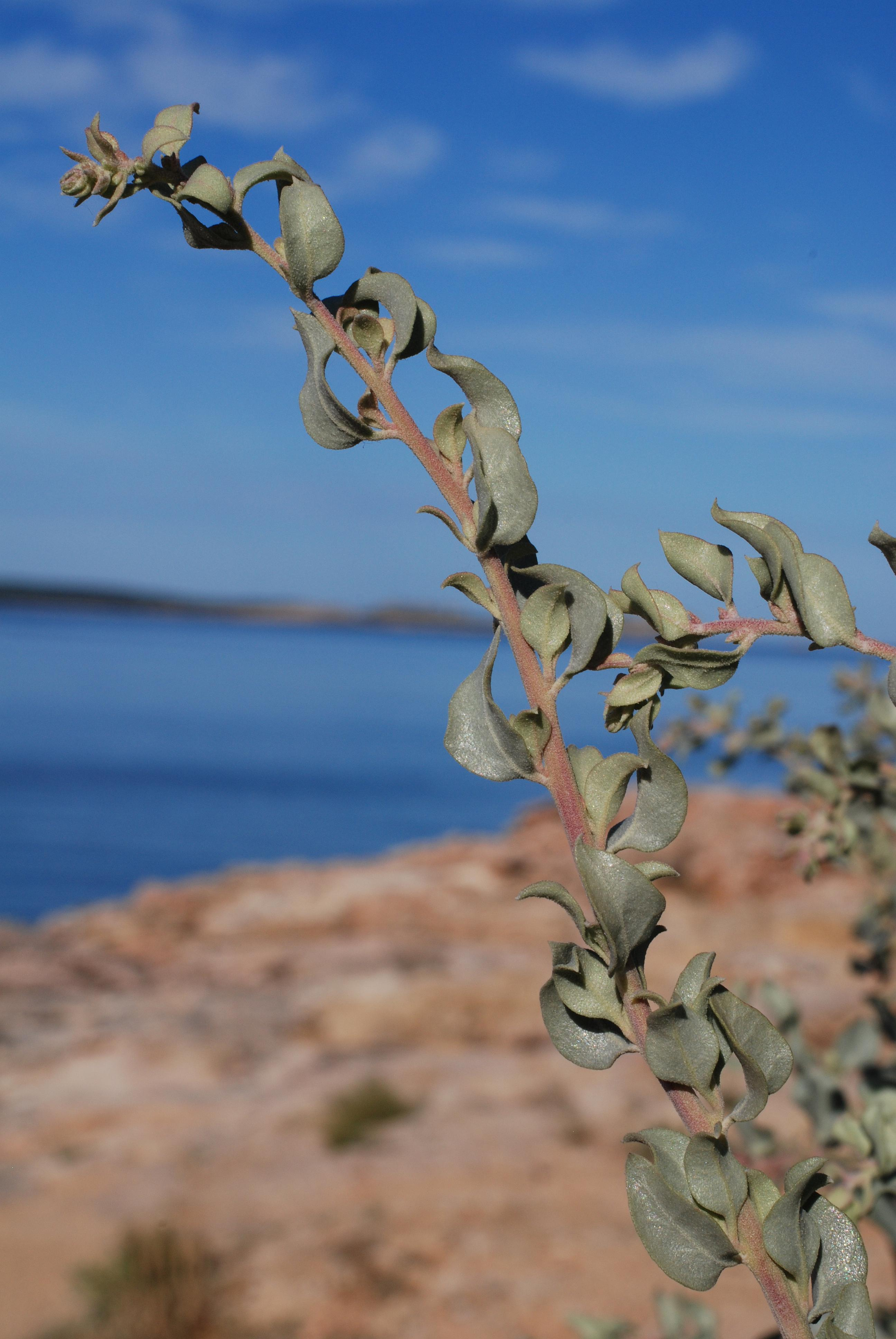
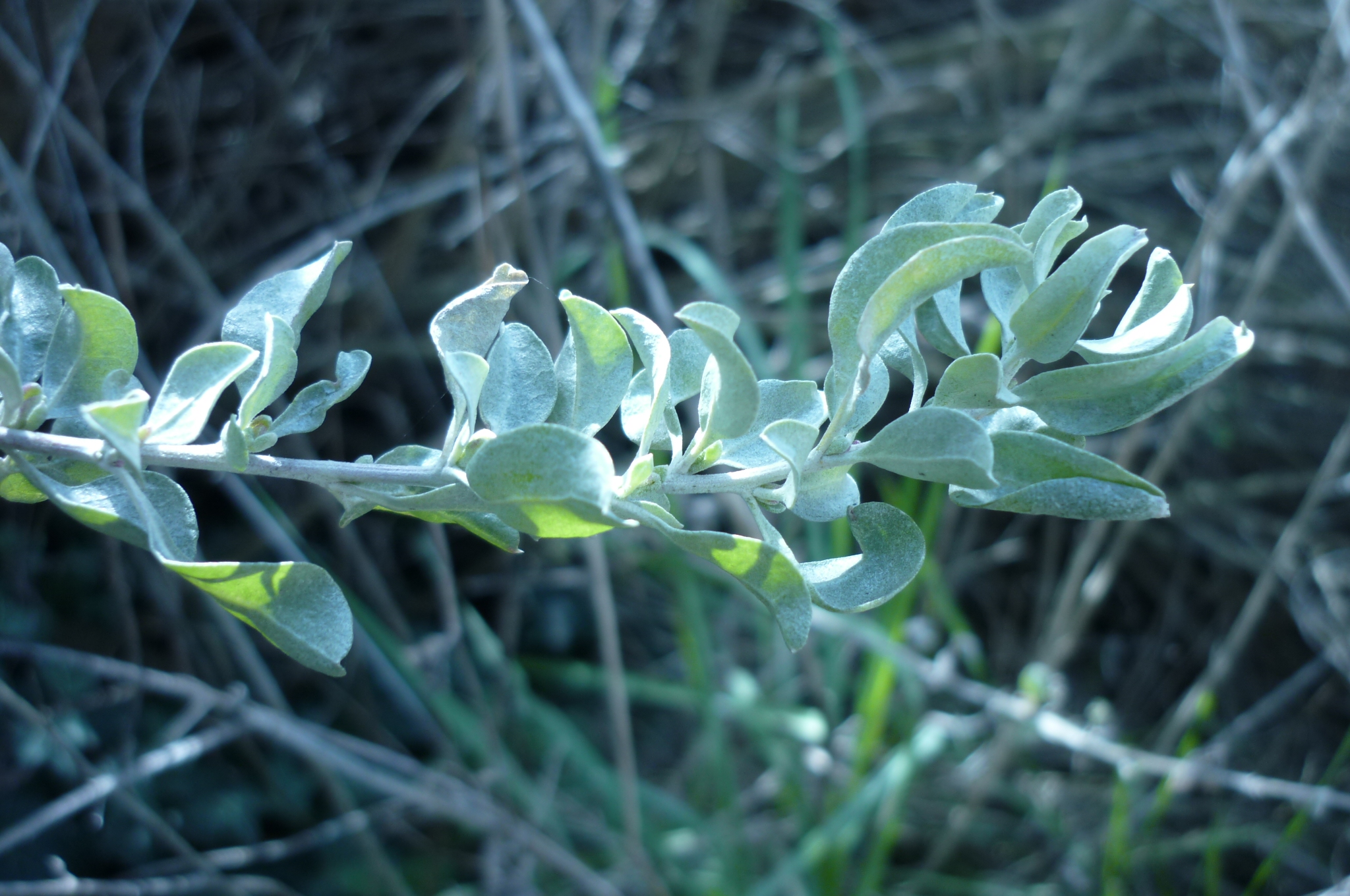
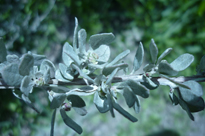
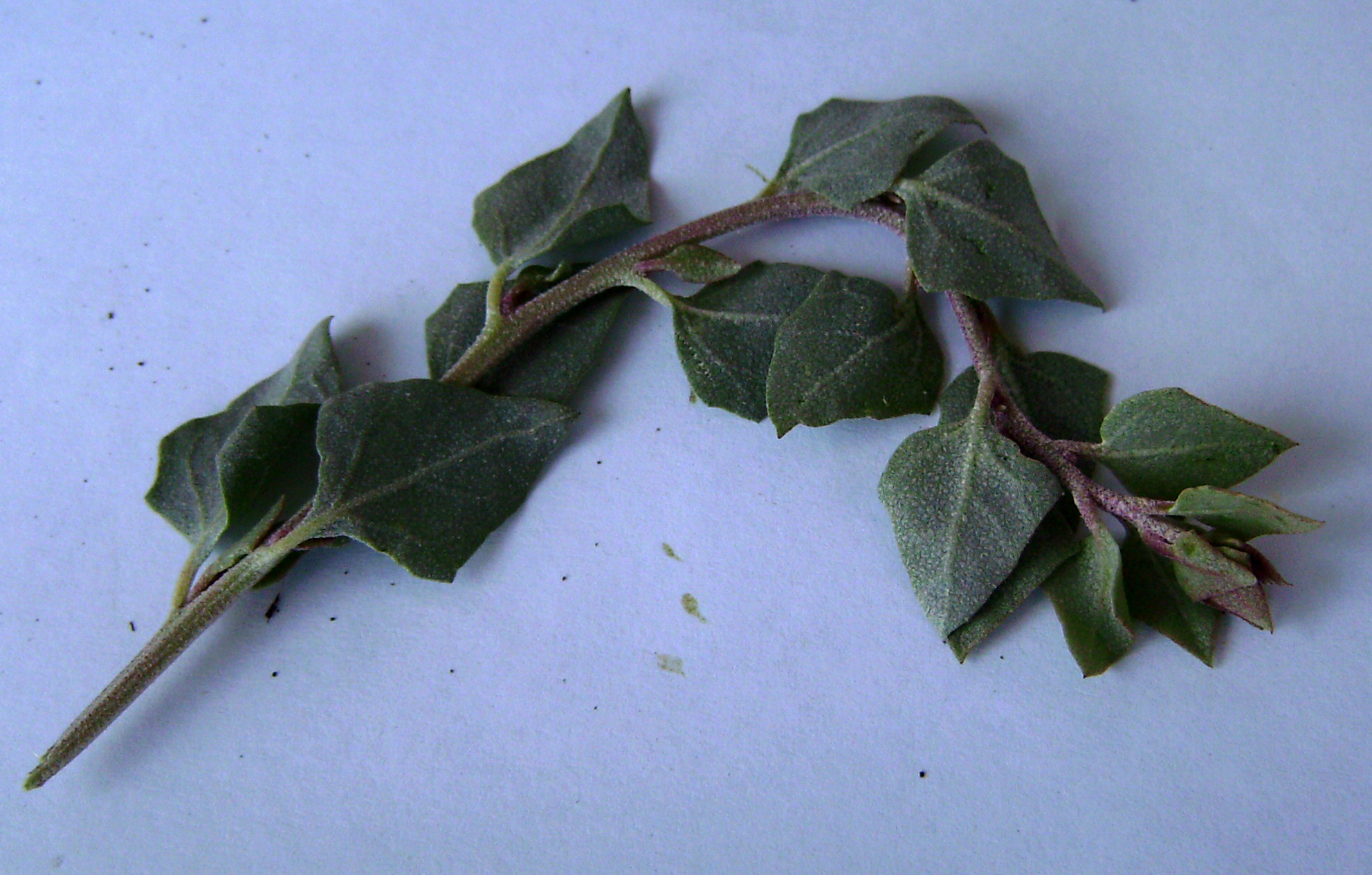
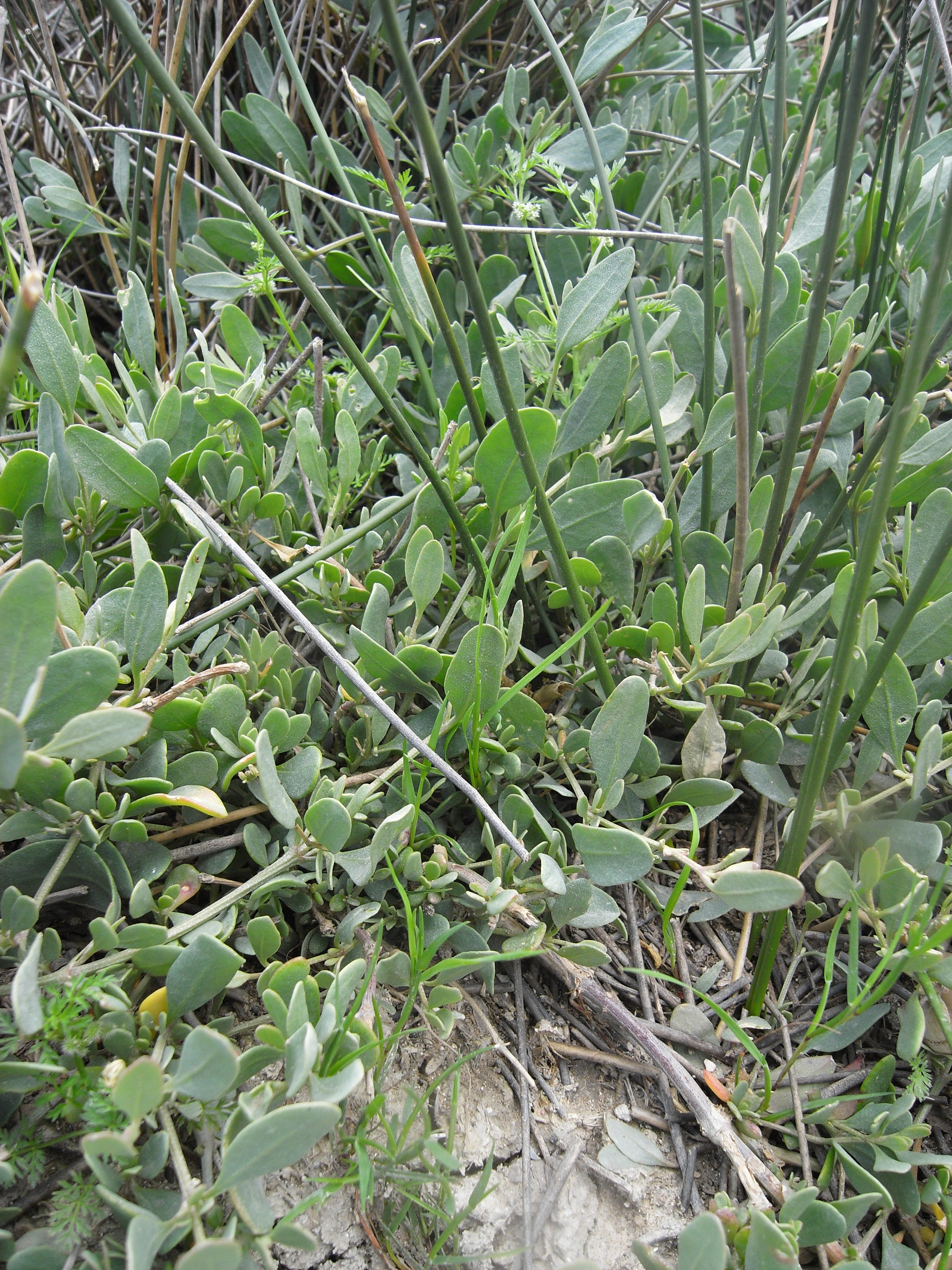
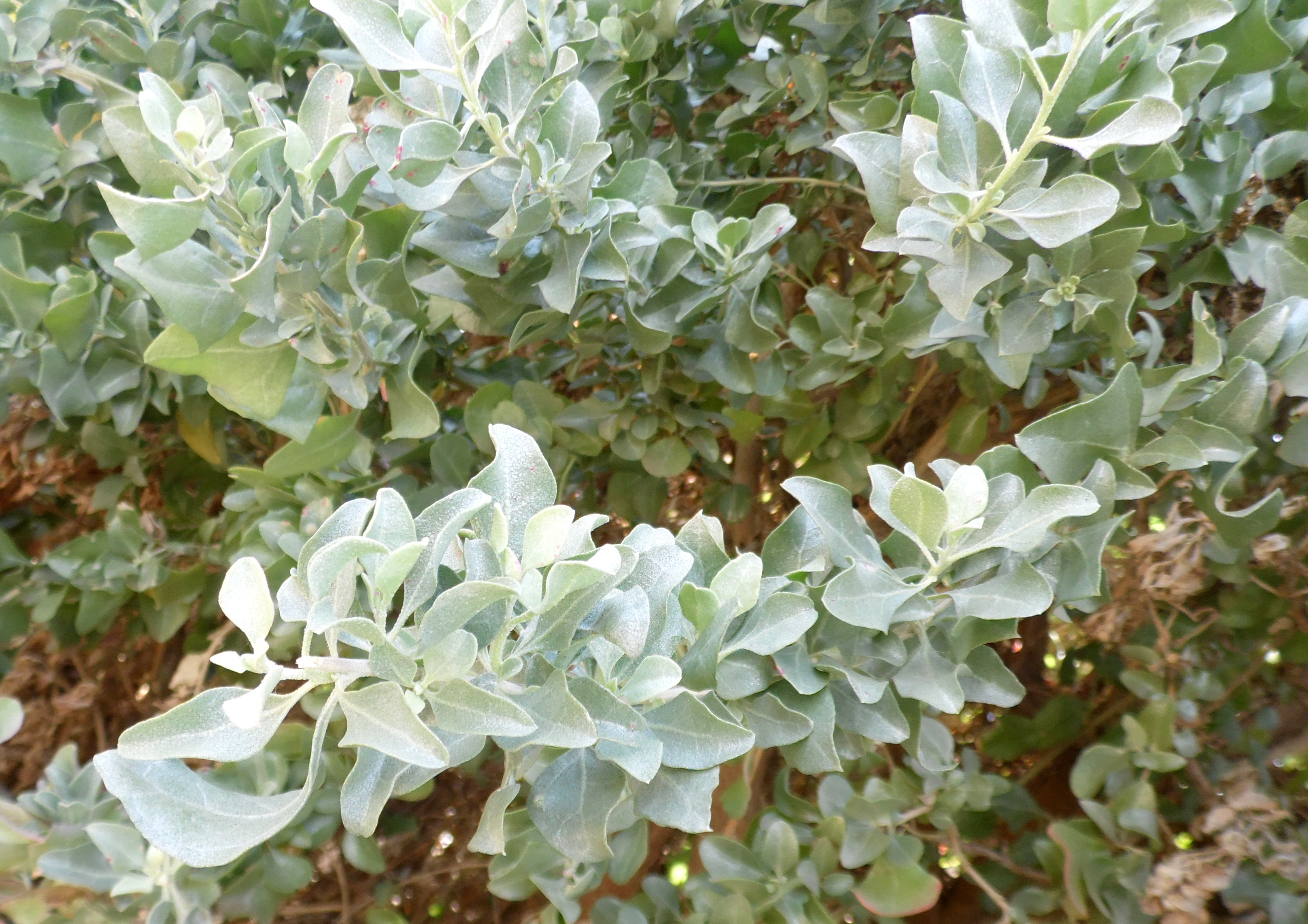